# 빨래판

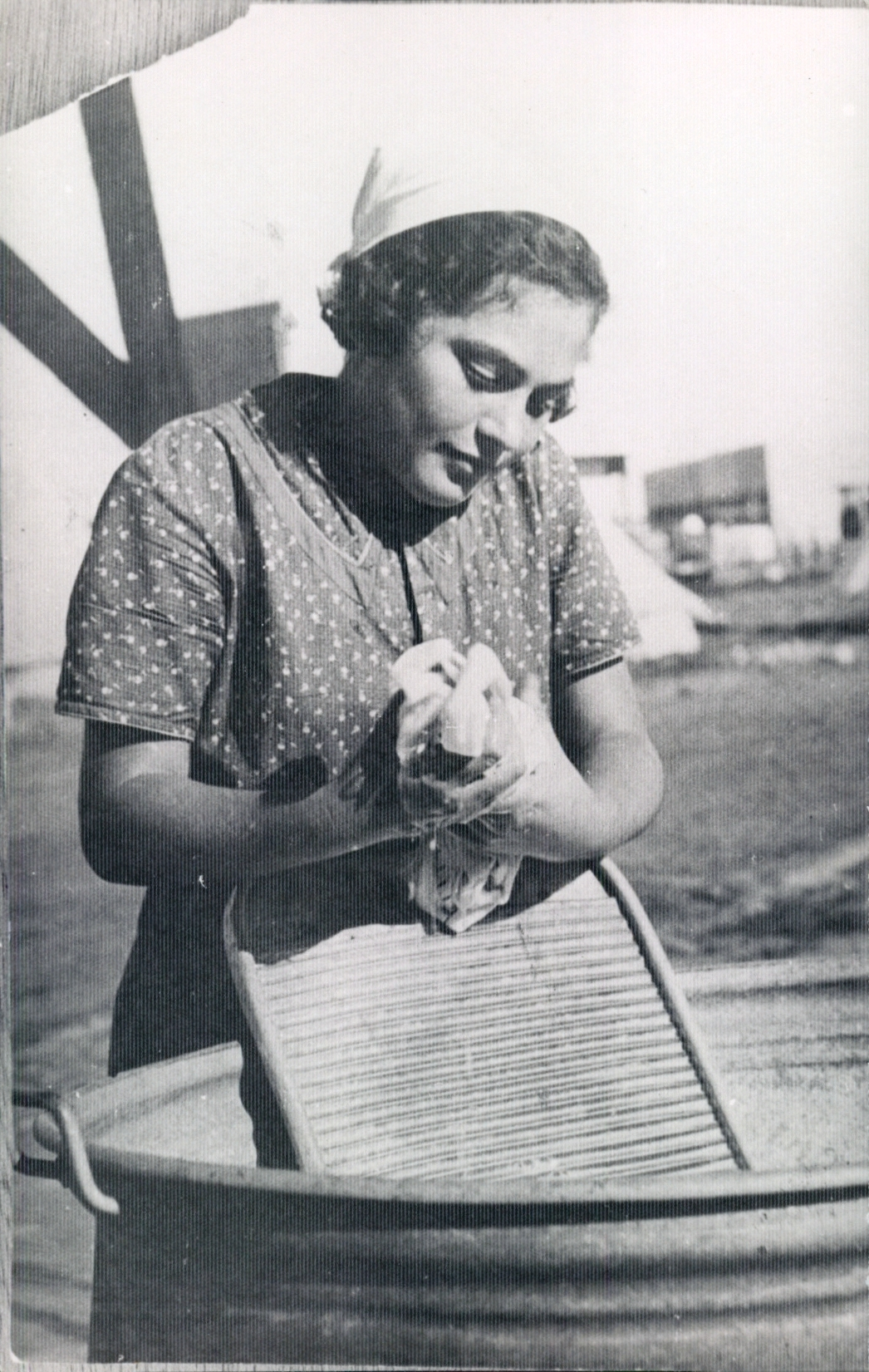
이스라엘 키부츠의 여성이 빨래판을 사용하고 있다

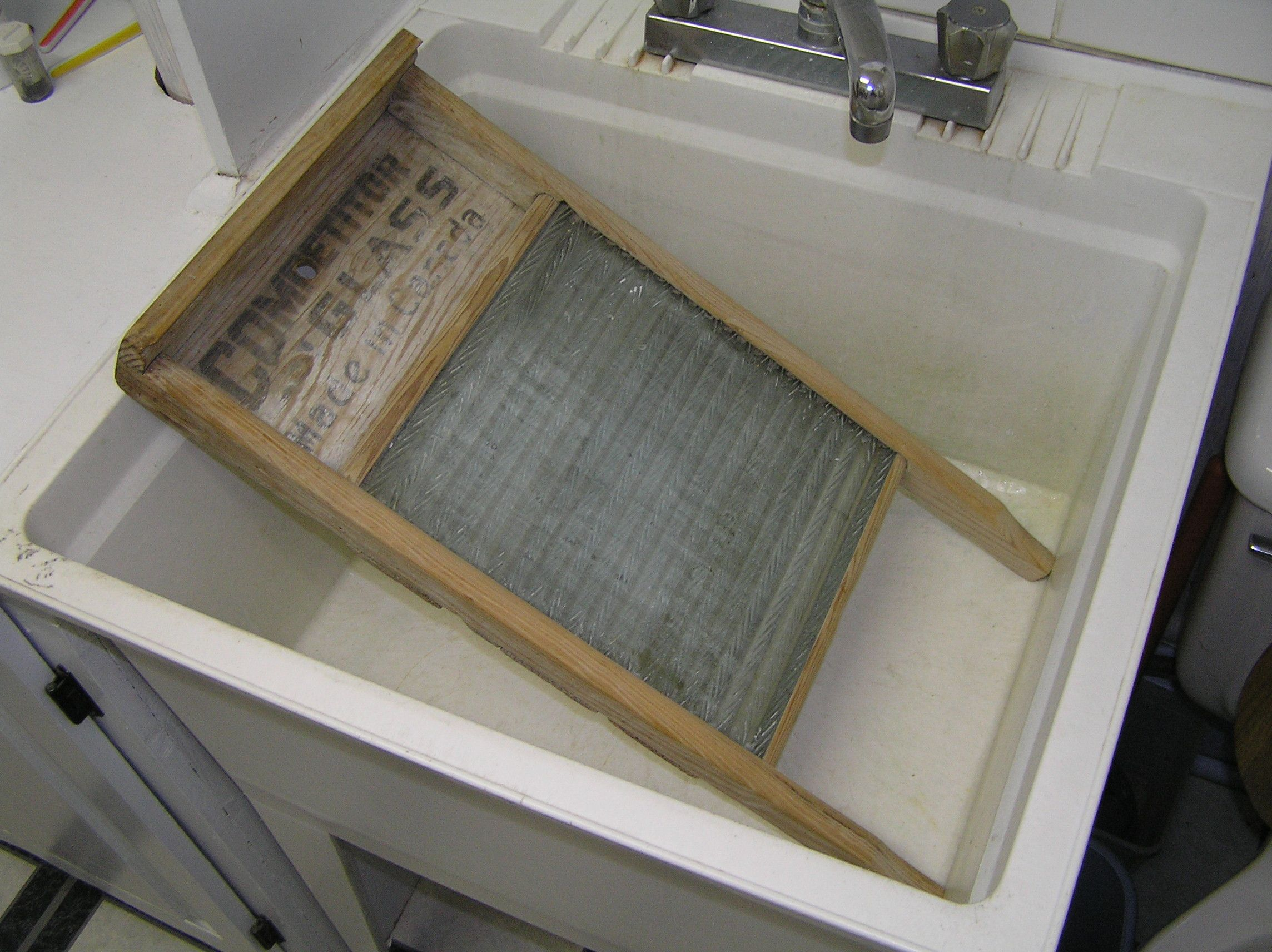
유리 빨래판

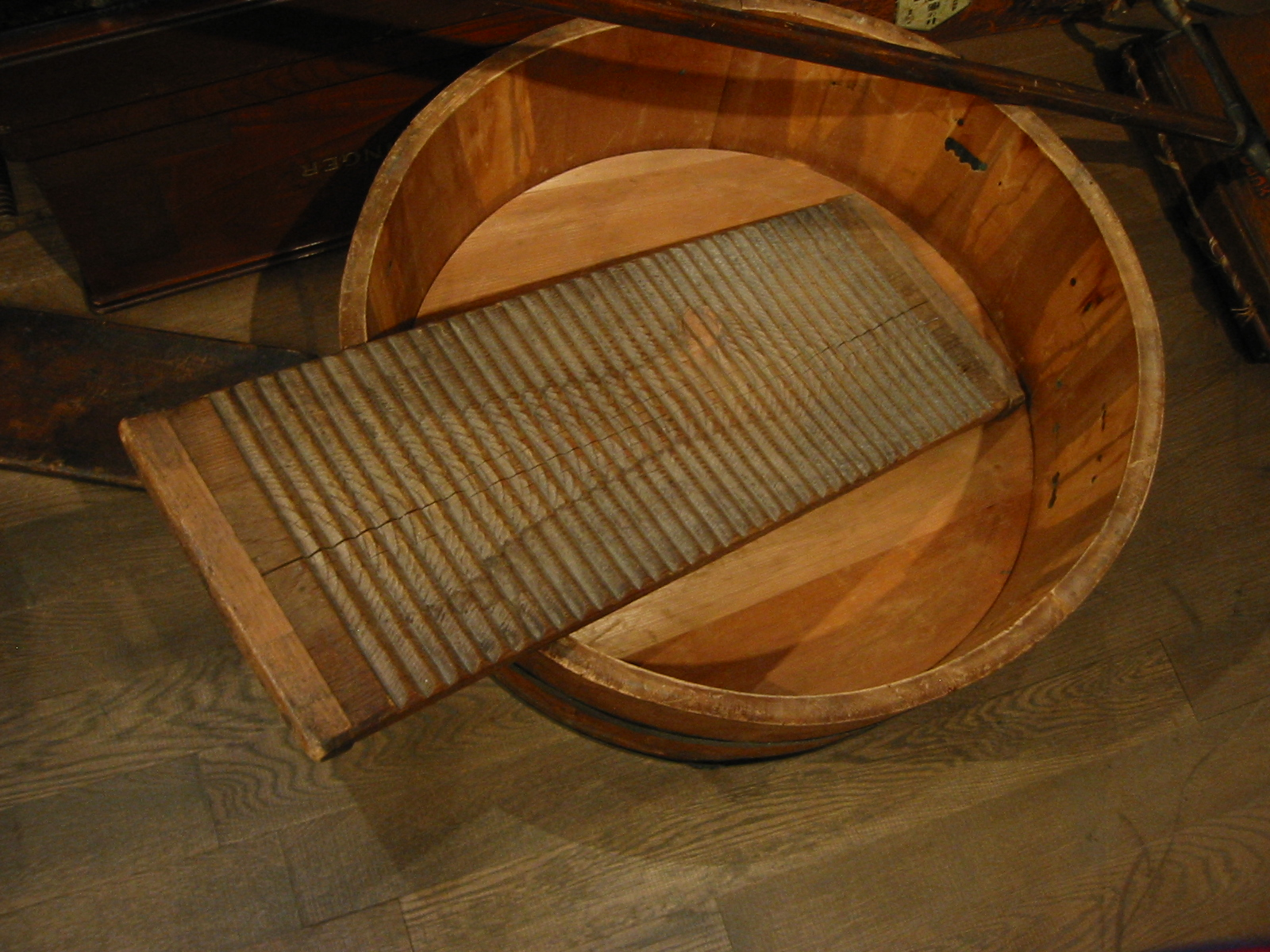
빨래판과 대야가 같이 놓인 모습.

빨래판(영어: washboard)은 빨래를 문질러 빠는 도구이다. 20세기 말에는 의류를 기계로 빠는 것이 흔해졌고, 빨래판은 본래의 용도가 아닌 악기로 쓰이기도 했다. 빨래판은 전형적으로 직사각형의 목재에 빨래를 문질러 빨 수 있도록 이랑을 새긴 구조로 제작되었다. 19세기의 빨래판에는 이랑 부분에 목재가 주로 쓰였으나 20세기에는 금속재가 더 흔해졌다. 세로로 홈이 새겨진 금속재 빨래판은 미국의 스태판 러스트가 1833년 특허를 받았다. 아연 빨래판은 19세기 중반 미국에서 기계로 대량 생산되었다. 20세기 말과 21세기 초 빨래판의 이랑은 대부분은 아연 도금으로 제작되나, 현대의 몇몇 빨래판은 유리로 제작되기도 한다. 놋쇠 이랑 제품은 아직까지 제작되고 있다.
아직까지도 세계의 여러 나라에서는 빨래판을 사용하여 의류를 세탁한다. 군인은 현지에 세탁 시설이 없을 때 빨래판을 자주 사용한다. 전문가들은 빨래판이 기계보다 물과 전기를 아끼게 하고, 또한 옷을 크게 상하게 하지 않는다고 강조한다.

## 같이 보기
- 양동이
- 대야
- 세탁기
- 세제